# Lijst van stadsarchitecten van Utrecht
De Nederlandse stad Utrecht kende in het verleden diverse stadsarchitecten.
De volgende personen worden wel aangemerkt met deze functie (met aangeduid de periode waarin ze werkzaam waren en evt. belangrijke projecten in die functie):
- Willem van Noort, circa 1550, modernisering stadsverdediging met onder meer ontwerp bolwerk Sterrenburg.
- Ghijsbert Theunisz. van Vianen, circa 1671, in brede zin diverse woonhuizen en kerkverbouwingen
- Jacobus van der Kloes, tot circa 1808
- Johannes van Embden, 1816 - 1838, Willemskazerne en de verbouwingen van de Domkerk en het Stadhuis van Utrecht.
- Johannes van Maurik, 1838-1845, Gebouw voor Kunsten en Wetenschappen
- C.A. Boll van Buuren, ruwweg circa 1855, commiezenhuis aan de Wittevrouwenstraat 44
- Christiaan Kramm?
- Cornelis Vermeijs, 1860 - circa 1885, onder meer de Gemeentelijke Hogere Burgerschool voor meisjes aan de Wittevrouwenstraat
- Ferdinand Jacob Nieuwenhuis, 1890-1915, onder meer de Gemeenteslachtplaats
- Johannes Izak Planjer, circa 1930, onder meer Politiebureau Tolsteeg met Tolsteegbrug en diverse scholen zoals de "Rietendakschool" en het Utrechts Stedelijk Gymnasium
- W.C. van Hoorn, tot 1954 gemeentearchitect van de toen naburige gemeente Zuilen, na de annexatie in Utrechtse gemeentelijke dienst
- Lambertus Tollenaar, circa 1842-1860 ontwerpplannen voor het Utrechtse rooms-katholieke Parochiaal Armbestuur in het kader van de Zeven Steegjes